# 凌泰封
凌泰封（1783年—1856年），字瑞臻，號東園，安徽定遠縣人，清代翰林、政治人物。
凌泰封幼时聪颖，十四岁入郡庠，督学汪文端奇其才，取优贡。嘉庆九年（1804年）中举人，嘉庆二十二年（1817年）中进士，殿试一甲第二名（榜眼），授翰林院编修。官至浙江杭州府知府并署杭嘉道。著有《东园诗抄》十二卷。